# Arnoud van der Biesen
Arnoud Eugène van der Biesen (ur. 28 grudnia 1899 w Semarang, zm. 17 lutego 1968 w Hadze) – holenderski żeglarz, olimpijczyk, zdobywca srebrnego medalu w regatach na letnich igrzyskach olimpijskich w 1920 roku w Antwerpii.
Na Letnich Igrzyskach Olimpijskich 1920 zdobył srebro w żeglarskiej klasie jole 12-stopowe. Załogę jachtu Boreas tworzył również Petrus Beukers.